# Statnett
Statnett is een transmissienetbeheerder en verantwoordelijk voor de ontwikkeling en exploitatie van het Noorse elektriciteitsnet. Het bedrijf is vergelijkbaar met TenneT in Nederland.
In 1992 werd het Noorse staatsbedrijf Statkraftverkene gesplitst in twee afzonderlijke bedrijven. Statnett werd verantwoordelijk voor de hoogspanningsnet en Statkraft voor de productie van elektriciteit. Statnett is voor 100% staatseigendom.
Statnett is lid van het Europees netwerk van transmissiesysteembeheerders voor elektriciteit (ENTSO-E).

## Activiteiten
De kerndoelstellingen van Statnett zijn de ontwikkeling van het elektriciteitsnet, het waarborgen van de leveringszekerheid en het faciliteren van oplossingen die gunstig zijn voor het klimaat. In 2017 beschikte het bedrijf over een transmissienetwerk met een totale lengte van circa 12.000 kilometer.
Het is een staatsbedrijf en alle aandelen zijn in handen van het Olje- og energidepartementet, het Noorse Ministerie van Olie en Energie. Het is een monopolist en wordt daarom gereguleerd door het Norges vassdrags- og energidirektorat (NVE), het Directoraat voor de Watervoorziening en Energie. De NVE stelt jaarlijks de tarieven vast aan de hand van het verwachte elektriciteitsverbruik, de bedrijfskosten, de investeringsplannen en een normaal rendement op het eigen vermogen.
Statnett ontwikkelt en exploiteert interconnectoren tussen Noorwegen en diverse andere Europese landen. Er liggen al vier kabels naar Denemarken, Skagerrak 1 tot en met 4. De eerste onderzeese kabel tussen beide landen werd in 1976 gelegd. Met Skagerrak 4 is de capaciteit toegenomen van 1000 MW naar 1700 MW. Verder ligt er de NorNed, de langste onderzeese elektriciteitsverbinding ter wereld met Nederland als eindpunt. Er wordt gewerkt aan de NorGer-kabel, een verbinding van een capaciteit van 1400 MW met Duitsland. Deze kabel komt in 2020 in gebruik. Een jaar later komt een vergelijkbare zeekabel in gebruik tussen Noorwegen en het Verenigd Koninkrijk, de North Sea Link.